# Sălard
Sălard  ou Szalárd en hongrois, est une commune roumaine du județ de Bihor, en Transylvanie, dans la région historique de la Crișana et dans la région de développement Nord-Ouest.

## Géographie
La commune de Sălard est située dans le nord du județ, dans la plaine de la Barcău, sur la rive gauche de la rivière Barcău, à 23 km au nord d'Oradea, le chef-lieu du județ.
La municipalité est composée des trois villages suivants, nom hongrois, (population en 2002) :
- Hodoș, Jákóhodos (726) ;
- Sălard, Szalárd (2 853), siège de la commune ;
- Sântimreu, Hegyköszentimre (607).

## Histoire
La première mention écrite du village de Sălard date de 1291 sous le nom de Villa Zalard.
La commune, qui appartenait au royaume de Hongrie, en a donc suivi l'histoire. Au XIVe siècle, une forteresse, le château Adrian y est édifié, mais lors d'une rébellion contre le roi Sigismond de Luxembourg, il fait partie des régions en révolte et il est confisqué et donné à la famille Csáky qui y fonde un monastère franciscain. En 1558, le village devient protestant.
Après le compromis de 1867 entre Autrichiens et Hongrois de l'empire d'Autriche, la principauté de Transylvanie disparaît et, en 1876, le royaume de Hongrie est partagé en comitats. Sălard intègre le comitat de Bihar (Bihar vármegye).
À la fin de la Première Guerre mondiale, l'Empire austro-hongrois disparaît et la commune rejoint la Grande Roumanie au traité de Trianon.
En 1940, à la suite du deuxième arbitrage de Vienne, elle est annexée par la Hongrie jusqu'en 1944, période durant laquelle sa communauté juive est exterminée par les nazis. Elle réintègre la Roumanie après la Seconde Guerre mondiale au traité de Paris en 1947.

## Politique
| Période                                  | Période  | Identité    | Étiquette | Qualité |
| ---------------------------------------- | -------- | ----------- | --------- | ------- |
| Les données manquantes sont à compléter. |          |             |           |         |
| 2004                                     | En cours | Miklós Nagy | UDMR      |         |

| Parti | Parti                                      | Sièges |
| ----- | ------------------------------------------ | ------ |
|       | Parti social-démocrate (PSD)               | 1      |
|       | Parti national libéral (PNL)               | 2      |
|       | Alliance des libéraux et démocrates (ALDE) | 1      |
|       | Union démocrate magyare de Roumanie (UDMR) | 8      |
|       | Indépendant                                | 1      |

## Religions
En 2002, la composition religieuse de la commune était la suivante :
- Réformés, 59,53 % ;
- Chrétiens orthodoxes, 16,93 % ;
- Catholiques romains, 9,55 % ;
- Baptistes, 6,64 % ;
- Pentecôtistes, 5,18 % ;
- Grecs-Catholiques, 0,54 %.

## Démographie
En 1910, à l'époque austro-hongroise, la commune comptait  4 640 Hongrois (98,04 %, ) 65 Roumains (1,37 %) et 3 Allemands (0,06 %),.
En 1930, on dénombrait 4 185 Hongrois (82,17 %), 622 Roumains (12,21 %), 142 Juifs (2,79 %), 132 Roms (2,59 %) et 3 Allemands (0,06 %).
En 1956, après la Seconde Guerre mondiale, 4 506 Hongrois (77,70 %) côtoyaient 948 Roumains (16,35 %), 319 Roms (5,50 %), 18 rescapés juifs (0,31 %) et 2 Allemands (0,03 %).
En 2002, la commune comptait 985 Roumains (23,53 %), 2 872 Hongrois (68,60 %) et 316 Roms (7,54 %). On comptait à cette date 1 886 ménages et 1 887 logements.
| 1880  | 1890  | 1900  | 1910  | 1920  | 1930  | 1941  | 1956  | 1966  |
| ----- | ----- | ----- | ----- | ----- | ----- | ----- | ----- | ----- |
| 3 516 | 4 033 | 4 322 | 4 733 | 4 768 | 5 093 | 5 332 | 5 799 | 5 660 |

| 1977  | 1992  | 2002  | 2007  | - | - | - | - | - |
| ----- | ----- | ----- | ----- | - | - | - | - | - |
| 5 254 | 4 088 | 4 186 | 4 120 | - | - | - | - | - |

## Économie
L'économie de la commune repose sur l'agriculture, l'élevage, l'exploitation des forêts et le conditionnement de produits agricoles.

## Communications

### Routes
Sălard est située sur la route nationale DN19E qui relie Oradea et Marghita.

## Lieux et monuments
- Sălard, église réformée datant du XIVe siècle, ancienne église du monastère fraciscain, abritant des fresques du XVe siècle, classée monument historique[7] ;
- Sălard, ruines du château Adrian ;
- Hodoș, église réformée du XVe siècle, classée monument historique[7].